# Ла-Нубе
Ла-Нубе (исп. La Nube — «Туча») — крошечный остров в Средиземном море, расположенный у северо-восточной оконечности острова Альборан и отделённый от него мелким (не более 2 метров глубиной) проливом Канал-де-лас-Моренас.

### Флора и фауна
Островок населен колонией серебристых чаек. В 2015 году была обнаружена колония прямохвостых качурок.

### Геополитика
Ла-Нубе принадлежит Испании, но Марокко оспаривает его принадлежность.